# 方毅 (香港)
方毅（英語：Fong Ngai，1967年1月19日—），香港裔的新加坡商人及前香港公務員，曾擔任香港駐新加坡經濟貿易辦事處處長等要職。他在早年曾於汉莎航空及万事达卡工作，及後於1995年9月加入港英政府任職政務主任，並獲安排於社會福利署任職署長政務助理，負責檢討綜合社會保障援助計劃。及後，他曾於1998年至2001年任職香港駐倫敦經濟貿易辦事處副處長，亦曾於2011年7月18日至2015年8月23日期間擔任香港駐新加坡經濟貿易辦事處處長。從星返港後，他曾擔任食物及衞生局副秘書長，亦在2019年4月晉升至首長級乙級政務官。在食衞局副秘書長任內，他曾促進自願醫療保險市場發展，以及支援基因組醫學督導委員會的工作等。另外，方在2019冠狀病毒病香港疫情時主管婁獲批評的檢測工作。然而，香港医务委员会委員林志釉在2022年1月指控方毅在醫委會於2019年商議海外醫生豁免實習方案前對其出言恐嚇，以致林迫於贊成政府方案支持豁免海外醫生實習。由於方毅早於2021年10月辭任公職，而港府其他官員亦否認曾作出恐嚇行為，最終事件未有被跟進。他隨後移民新加坡，並於2022年起經營醫護及家庭勞工培訓公司。

## 外部連結
- 方毅的個人官方領英頁面

| 政府职务        | 政府职务                                                    | 政府职务        |
| --------------- | ----------------------------------------------------------- | --------------- |
| 前任者： 周舜宜 | 香港駐新加坡經濟貿易辦事處處長 2011年7月18日－2015年8月23日 | 繼任者： 陸嘉健 |